# London liegt am Nordpol
London liegt am Nordpol ist ein zwanzigminütiger Kurzspielfilm des Regisseurs Achim Wendel, der sich mit den Themen Behinderung, Pubertät, Ausgrenzung und Integration beschäftigt. Er zeigt die Auseinandersetzung eines Jugendlichen mit seiner geistigen Behinderung.

## Handlung
Der Film spielt auf dem Außengelände und im Umkleidebereich eines Freibades. Im Vorspann wird ein Vorgriff auf eine spätere Filmszene gezeigt mit einer Unterwasseraufnahme von jugendlichen Schwimmern in einem Schwimmbecken, zwischen denen ein großer runder Ohrring auf den Beckengrund sinkt. Zu Beginn steht der 15-jährige Peter mit seiner Mutter an der Kasse. Er ist wegen eines Sprachfehlers anfänglich schlecht zu verstehen. Als die Mutter den Schwerbehindertenausweis des Jungen vorlegt mit dem Hinweis, dass sie die Begleitperson sei, nimmt Peter ihn blitzschnell an sich und behauptet, sie sei nur zu geizig, den Eintritt zu zahlen. Versehentlich rempelt er mit seinem Rucksack die hinter ihm stehende 14-jährige Laura an, die ungehalten reagiert. In der Umkleide blättert Peter zunächst aufmerksam in seinem Spider-Man-Comic und belauscht die Unterhaltung von Laura mit ihrer Freundin Tina in der Nachbarumkleide. Auf die gerufenen ermahnenden Anweisungen seiner Mutter aus einer Nachbarkabine reagiert er mit einem absichtlichen lauten Rülpsen. Im Freibad bemerkt er Laura erneut. Als eine Freundin seiner Mutter, die mit ihrer im Rollstuhl sitzenden mehrfach behinderten Tochter Klara ebenfalls das Schwimmbad besucht, ihn ruft, ignoriert er sie, um im Becken zu tauchen und direkt neben der erschreckten Laura wieder aufzutauchen, die mit ihrer Clique, zu der auch der Junge Kevin gehört, Ball spielt. Peter hört die abfälligen Bemerkungen aus der Gruppe über ihn. Als der Ball versehentlich vor ihm landet, trifft er beim Zurückwerfen Laura am Kopf, die dadurch unbemerkt ihren Ohrring verliert. Wütend schreit sie ihn an, ob er behindert wäre. Daraufhin verfolgt der aufgebrachte Peter die flüchtende Laura erst durch das Becken und dann weiter durch die Umkleidebereiche des Freibades.
Als Laura auf einer leeren Sonnencremetube ausrutscht, sich das Knie aufschlägt und befürchtet, von Peter „verkloppt“ zu werden, kommen sie ins Gespräch. Peter behauptet, er heiße Peter Parker (die fiktive Identität von Spider-Man), worauf Laura sagt, sie heiße Paris Hilton. Überraschend hebt er die leere Cremepackung auf, versucht sie vehement auszudrücken und äußert den Wunsch, sie einzucremen. Laura, die langsam zu ahnen scheint, dass Peter in irgendeiner Form behindert sein könnte, fragt vorsichtig, ob das Mädchen im Rollstuhl in seiner Klasse sei, was er verneint. Auf ihre weiteren Nachfragen behauptet er, die Realschule zu besuchen, aber nur in den Ferien hier zu sein, da er in London wohne. Einer Überprüfung seiner fehlenden Englischkenntnisse entgeht er durch das Auftauchen von Kevin und zwei weiteren Jungen der Clique. Laura versteckt sich mit Peter in einer Umkleidekabine. Während sie warten, betrachtet er intensiv ihre Rückenlinie und fragt, ob Kevin ihr Freund sei. Laura bemerkt im Spiegel den Verlust ihres Ohrrings, verlässt die Kabine und führt die draußen stehenden Jungen weg von Peter in der Kabine. Deren abfällige Bemerkungen wie „der Spasti“, „der Behinderte“, „wie der guckt und wie der spricht“ retourniert Laura mit „Ja, der ist aus London, ihr Idioten.“ „Peter Parker aus London.“
Peter geht frustriert zur Liegewiese, wo sich seine Mutter und ihre Freundin, eine Krankenschwester, mit Klara niedergelassen haben. Peter fragt sie, ob er in ihr Labor könne, um ein Mittel abzufüllen, das „das Gehirn kaputtmacht. Allen, die mich auslachen, würde ich das in ihr Getränk reinkippen, damit die sehen können, wie es ist behindert zu sein.“ Er ist sich sicher, niemals eine Freundin zu haben, denn niemand wolle ihn. „Gerade in einer Lebensphase, in der andere Jugendliche über ihre Zukunft nachdenken oder erste Beziehungen eingehen, wird Peter klar, dass er ein Außenseiter ist.“ Nachdem er eine Weile Laura am Schwimmbecken beobachtet hat, geht er zu ihr. Als Kevin ihn provoziert, geht er auf ihn los, beide prügeln sich im Becken und setzen den Kampf unter Wasser fort. Peter vertreibt Kevin und taucht noch tiefer, weil er am Beckenboden Lauras verlorenen Ohrring sieht. Er greift das Schmuckstück, schließt die Augen und verliert das Bewusstsein.
Er erwacht in dem Becken, das nun ohne Wasser ist. In dieser Traumsequenz treten Personen aus dem Schwimmbad in anderen Rollen auf ihn zu. Eine Frau in Richterrobe, die Freundin seiner Mutter, überreicht ihm, Peter Parker, feierlich einen Orden für seine großartigen Leistungen und lässt Kevin durch den Bademeister abführen. Etwas entfernt liegt Laura auf einem Strandtuch. Sie sagt lächelnd zu ihm, dass er einen Wunsch frei habe. Ein Wissenschaftler, eigentlich der Kassierer am Freibadeingang, tritt auf ihn zu und zeigt ihm einen Chip, mit dessen Implantation Peter zum größten Genie der Welt würde. Der Bademeister, in Kapitänsverkleidung, bietet ihm ein U-Boot an, mit dem er an die tiefste Stelle des Meeres tauchen könne. Eine Chemikerin, wiederum die Freundin der Mutter, zeigt ihm ein Mittel, „alle Schurken dieser Welt in armselige, bemitleidenswerte Gestalten zu verwandeln.“ Als Peters Blick sehnsüchtig zu Laura schweift, erklärt ihm die Richterin, dass es für die Liebe leider kein Zaubermittel und keine Erfindung gebe – „nicht mal im Traum.“
Peter erwacht am Beckenrand, umringt von seiner Mutter, deren Freundin, dem Bademeister und Lauras Clique, die erleichtert sind, dass er wieder zu sich kommt. Peter ruft der sich abwendenden Laura hinterher und gibt ihr den Ohrring, den er immer noch in der Hand hält. Sie bedankt sich lächelnd bei ihm, und auch Kevin, der von der Prügelei eine große Schramme an der Stirn davongetragen hat, äußert versöhnlich „Ist schon okay.“ Im Gehen ruft Laura Peter zu, dass er ihr „das mit dem Rülpsen“ ja mal beibringen könne. Während er Laura, die nun von Kevin umarmt wird, noch nachblickt, trifft ihn ein Ball am Kopf. Die Werferin im Becken schlägt erschrocken die Hände vor das Gesicht. Als Peter sie anlächelt statt wütend zu werden, winken sie und ihre Freundin ihm freundlich zu.

## Hintergrund

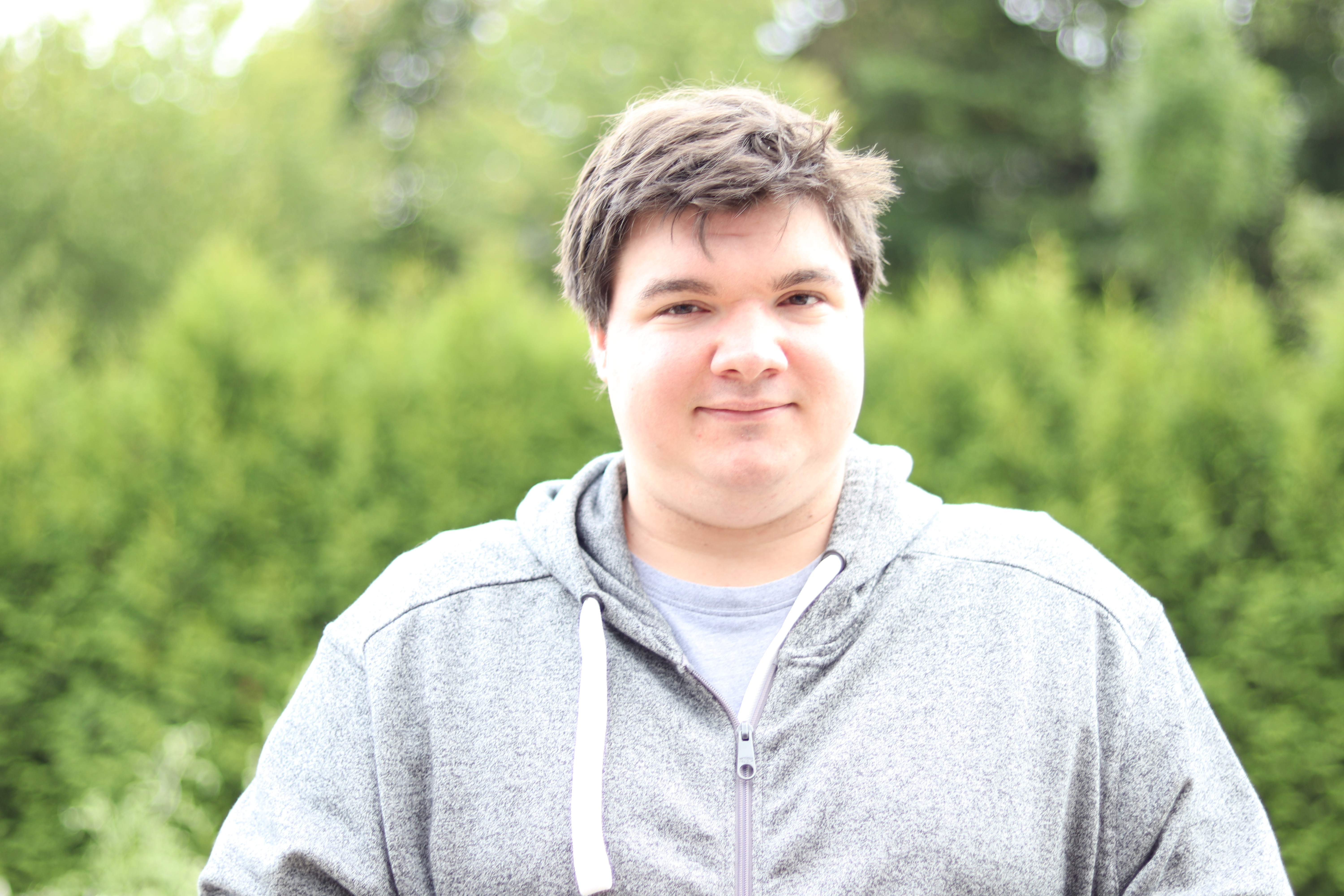
Lukas Krämer, 2020

Der Hauptdarsteller Lukas Krämer aus Thalfang ist seit einer Meningitis-Erkrankung im Kindesalter leicht geistig behindert und hat einen Sprachfehler. Die Geschichte von London liegt am Nordpol basiert auf tatsächlichen Erlebnissen, die ihm widerfahren sind. Andreas Klee, der ihn seit mehreren Jahren im Rahmen seiner sozialpädagogischen Familienhilfe betreute, hat in Zusammenarbeit mit dem Regisseur Achim Wendel diese Erlebnisse in einem Drehbuch verarbeitet.
Als feststand, dass Lukas selbst die Rolle des Peter spielen sollte, drehten sie gemeinsam zur Vorbereitung privat mehrere kurze Spielszenen. Lukas Krämer, der bedingt durch die Hirnhautentzündung, die Teile seines Sprachzentrums zerstört hat, nicht lesen und schreiben kann, hat sich den Umgang mit elektronischen Medien über ein Übersetzungsprogramm mit Vorlesefunktion erschlossen und auf seinem YouTube-Kanal zu behindertenrelevanten Themen, unter anderem mit Interviews mit Raul Krauthausen, Katrin Langensiepen und Corinna Rüffer auch Beiträge zu London liegt am Nordpol veröffentlicht.

## Dreharbeiten und Produktion
Gedreht wurde der Film 2008/2009 im Hallen- und Freibad Vitelliusbad in Wittlich und Kell am See, die Nachbearbeitung fand im Ortenaukreis statt. Ein rund 40-köpfiges Team arbeitete unentgeltlich an dem Film. Die Premieren fanden am 9. Januar 2010 im Cinemaxx in Trier und am 27. Januar im Offenburger Forum-Kino statt. Die DVD erschien 2010 bei „Langmatt Media“ auf Deutsch mit Untertiteln in Deutsch, Englisch, Französisch, Spanisch, Portugiesisch, Niederländisch und Russisch sowie 45 Minuten Bonusmaterial mit Making-of, Outtakes und Interviews. Das Budget betrug 35.000 Euro. Gefördert wurde der Kurzfilm unter anderem von der deutschen Filmförderungsanstalt (FFA), der Kulturförderung Landkreis Bernkastel-Wittlich, der Nikolaus-Koch-Stiftung, verschiedenen Kulturstiftungen und anderen Sponsoren aus Rheinland-Pfalz und dem Ortenaukreis.
Die Dreharbeiten gestalteten sich schwierig, da es bei den Außenaufnahmen meist bewölkt und das Freibad nahezu leer war. Mit Dutzenden von Statisten wurde der Eindruck eines vollen Schwimmbades erzeugt und in der Nachbearbeitung mussten die Farben Szene für Szene korrigiert und bearbeitet werden. Die Unterwasser-Kampfszenen wurden im Hallenbad gedreht und mit Unterstützung eines professionellen Choreografenteams entwickelt und geprobt. Für die aufwendigen langen Taucheinstellungen übte Lukas Krämer vor Drehbeginn mit einem Tauchlehrer. Für die Unterwasseraufnahmen wurden beide Darsteller mit Bleigewichten beschwert und mehrere Sicherheitstaucher in ihrer Nähe postiert, die ihnen halfen, zwischendurch aufzutauchen, bzw. sie unter Wasser mit Atemgas versorgten.
Die Rollen von Peter und Laura als auch der anderen Jugendlichen wurden von Laien gespielt. Der Produzent Benjamin Huber beschreibt als Besonderheit in der Zusammenarbeit mit dem geistig behinderten Hauptdarsteller, dass „viel Vorbereitung im Voraus und viel Feingefühl am Set“ nötig war. „Im Gegensatz zu den anderen Jugendlichen musste Lukas bei jeder Szene neu lernen, aus sich rauszugehen.“ „Ihm wurde bei dem Projekt bewusst, dass er sich im Prinzip selbst spielt.“ So ist etwa in der anfänglichen Kassenszene der echte Schwerbehindertenausweis von Lukas Krämer zu sehen. Nach Einschätzung der Deutschen Film- und Medienbewertung (FBW) spielt er „unter einer sehr guten Führung erstaunlich sicher und überzeugend, was auch auf die anderen jungen Protagonisten zutrifft.“
Stilistische Mittel
Der Film stellt in verschiedenen Szenen die unterschiedlichen Lebenswelten von Laura und Peter gegenüber. Während in der Umkleide Laura und ihre Freundin ein typisches Teenagergespräch über Jungen, Ohrringe und den neuen Bikini führen, sitzt Peter allein mit seinem Comic in der Kabine. Das Gespräch mit seiner Mutter führt über die getrennten Kabinen und besteht nur aus ihren besorgten Ermahnungen, wie man sie einem jüngeren Kind geben würde. Die ersten Szenen im Außenbereich zeigen Laura gemeinsam mit ihrer Freundin auf der Rutsche. Als sie gerufen wird, schwimmt sie zu den anderen Mädchen ihrer Clique, die ihr winken. Im Gegensatz dazu tritt Peter allein ins Freie. Als er gerufen wird, taucht er sofort unter, während ihm die Freundin seiner Mutter mit ihrer Tochter im Rollstuhl winkt.
Peters gedankliche Beschäftigung mit Laura wird durch die subjektive Einstellung der Kamera unterstrichen. Während bei den Innen- und Außeneinstellungen die Kamera allen Protagonisten folgt, wird im Außenbereich Laura verstärkt aus Peters Sicht gezeigt, wenn er sie zwischen den anderen Badbesuchern entdeckt hat und beobachtet.
Die mögliche bedrohliche Atmosphäre der Verfolgungsjagd wird durch Slapstick-typische wortlose, visuelle Formen der Komik gebrochen. Die ganze Szene ist mit heiterer, schneller Musik hinterlegt, die Irrläufe von Peter und Laura durch die Kabinen erinnern an Stummfilmkomik bis hin zum Ausrutschen von Laura auf einem länglichen gelben Gegenstand, der sich erst später nicht als Bananenschale entpuppt.
Filmtitel
London liegt am Nordpol „ist ein Element aus der Traumwelt des Hauptcharakters.“ Die Reise mit einem U-Boot zum Nordpol und London als Wunschvorstellungen und Gegenentwurf zu Peters realem Leben tauchen mehrmals im Film auf. Zu Beginn ist ein Gespräch zwischen dem 15-jährigen Peter und seiner Mutter zu hören, in dem er äußert, er wolle später mit einem U-Boot zum Nordpol reisen, weil man dort besser tauchen könne. In der Traumszene rückt das U-Boot in greifbare Nähe. Nach der Verfolgungsjagd behauptet Peter Laura gegenüber, in London zu wohnen. In der Szene, in der Laura die Jungen ihrer Clique von den Umkleiden und Peter weglockt, fragt einer von ihnen auf Lauras Bestätigung, dass „Peter Parker aus London“ sei, ob sie London in England meine. Darauf meint sie sarkastisch „Nein, London am Nordpol.“

## Bewertung und Rezeption
Nachdem der Film auf zahlreichen internationalen Filmfestivals präsentiert wurde, erhielt er das Filmprädikat „besonders wertvoll“ durch die Deutsche Film- und Medienbewertung (FBW), wurde von der Medienbegutachtung des Landesmedienzentrums Baden-Württemberg für den Unterricht empfohlen und in das Programm des Bildungsmedienvertriebs „Filmsortiment.de“ aufgenommen. Er ist weltweit im Bestand der Goethe-Institute und wird international als Bildungsmedium im Rahmen des Deutschunterrichts oder für integrative Projekte eingesetzt.
Die Jury des Ingolstädter Kurzfilmfestivals 20min/max urteilte: „Es gibt Unterrichtsfilme, die sind dröge, die gehören nicht ins Kino. Dieser schon. Er gehört ins Kino und für uns gehört er dort zu den Siegern.“ Er habe „einen ganz eigenen Erzählrhythmus und eine atmosphärisch sehr dichte Bilderwelt, ruhig, mit Sinn für Details und einer sensibel begleitenden Kamera. Man muss sich einlassen auf diesen Film, und wer das tut, wird mit Szenen von großer Intensität belohnt.“
Regisseur Achim Wendel äußert zur Intention des Films: „Peter steht zwischen den Welten von „normal“ und „behindert“, wenn man es so nennen will. Er stellt sich die Frage, wohin er gehört oder wie er es schaffen kann, von der „normalen“ Welt angenommen zu werden. Er fühlt sich ausgegrenzt. Und das ist vielleicht das eigentliche Thema des Films.“
Die Deutsche Film- und Medienbewertung urteilt, die Filmemacher würden einfangen, „was Pubertät bedeutet, eine Zeit, in der ein Blick die Welt bedeuten kann und ein bisschen Sonnencreme auf dem Rücken eines Mädchens noch viel mehr.“ Der Film sei „der Glücksfall einer genauen und eindringlichen Studie über Verhaltensweisen und Sehnsüchte des 15-jährigen Peter“, der „dramaturgisch geschickt und auch glaubhaft“ Peters Versuch zeige, sich den gleichaltrigen Jugendlichen, vor allem Laura, anzunähern ohne ihn zu idealisieren „und auch seine aggressiven Schübe zum Gestaltungselement macht.“ Dass er „dabei als krasser Außenseiter auch in dramatische Situationen“ gerate, sei „folgerichtig und sensibel gezeichnet.“ Die Deutsche Film- und Medienbewertung befindet weiter, es sei ein „anregender, lebensnaher Film ohne falsche Betroffenheit“, mit gelungenen „Traumsequenzen, in denen die Sehnsüchte des jungen Protagonisten eingefangen werden“, der „technisch bestens umgesetzt, mit einer sensiblen Kameraführung und einem guten Gefühl für das Setting“, „einen idealen Diskussionsansatz zum Thema Integration von jugendlichen Behinderten“ böte.

## Auszeichnungen
- 2010: 1. Preis „bester nationaler Kurzfilm“, 4. Kurzfilmfestival 20min/max, Ingolstadt[20]
- 2010: Kinderfilmpreis des Landshuter Kurzfilmfestivals
- 2010: Filmprädikat „besonders wertvoll“ durch die Deutsche Film- und Medienbewertung (FBW)
- 2010: Kurzfilm des Monats März 2010 durch die FBW[9]

## Festivals
- 2010: Landshuter Kurzfilmfestival
- 2010: 33. Internationale Grenzland-Filmtage Selb
- 2010: KAN Festival des alternativen und unabhängigen Kinos, Breslau, Polen
- 2010: Kurzfilmfestival 20min/max, Ingolstadt
- 2010: CrankCookie Kurzfilmtage Passau
- 2010: 9. Euganea Film Festival, Italien
- 2010: 25. Odense International Film Festival, Dänemark
- 2010: Portobello Film Festival London, Großbritannien
- 2010: Chicago International REEL Shorts Festival, USA
- 2010: 15. Internationales Filmfestival Schlingel, Chemnitz
- 2010: Patras International Festival, Griechenland
- 2010: Internationales Kurzfilmfestival Shnit Bern, Schweiz
- 2010: Emmentaler Filmtage, Schweiz
- 2010: 29. Uppsala International Short Film Festival, Schweden
- 2010: 16. Filmschau Baden-Württemberg
- 2011: Filmfest Dresden
- 2011: Milwaukee Underground Film Festival, USA
- 2011: Independent Days Filmfest Karlsruhe, im Schauburg Kino & Theater – Karlsruhe[21]
- 2011: Filmfestival Münster[22]
- 2012: Cinema Touching Disability Film Festival, USA[23]